# Qomī Kolā
Qomī Kolā (persiska: قمی‌كلا ,قُمی‌كَلا) är en ort i Iran.   Den ligger i provinsen Mazandaran, i den norra delen av landet, 130 km nordost om huvudstaden Teheran. Qomī Kolā ligger 22 meter över havet och antalet invånare är 652.
Terrängen runt Qomī Kolā är platt, och sluttar norrut. Runt Qomī Kolā är det tätbefolkat, med 286 invånare per kvadratkilometer. Närmaste större samhälle är Babol, 13,4 km nordost om Qomī Kolā. Trakten runt Qomī Kolā består till största delen av jordbruksmark.